# Вахнюк Костянтин Ігорович
Костянти́н І́горович Вахню́к — солдат Збройних сил України.

## Нагороди
За особисту мужність і героїзм, виявлені у захисті державного суверенітету та територіальної цілісності України, вірність військовій присязі під час російсько-української війни
- нагороджений орденом «За мужність» III ступеня (9.4.2015).